# Mouni Farro
 (mai 2010).
Si vous disposez d'ouvrages ou d'articles de référence ou si vous connaissez des sites web de qualité traitant du thème abordé ici, merci de compléter l'article en donnant les références utiles à sa vérifiabilité et en les liant à la section « Notes et références ».
Pour les articles homonymes, voir Farro (homonymie).
Mouni Farro est une actrice et mannequin française née le 9 septembre 1987, connue pour son rôle d'Éva dans la série télévisée Foudre.

## Biographie
Découverte dans un spot publicitaire pour l'abolition de l'esclavage, Mouni Farro décroche son premier rôle dans la série Crimes en série où elle incarne la fille de Pascal Légitimus.
En 2010, elle interprète Najma dans le film Le Mac réalisé par Pascal Bourdiaux.

## Filmographie
- 1998 - 1999 : Crimes en série : Mouni (3 épisodes)
- 2007 - 2008 : Foudre : Éva (47 épisodes)
- 2009 : Comprendre & pardonner - épisode #1.26 : Histoire d'une erreur - série TV
- 2010 : Le mac, film de Pascal Bourdiaux : Najma

### Clip
- C'est dans la joie de Mokobé